# Claude Jutra
Claude Jutra, eigentlich Jutras, (* 11. März 1930 in Montréal, Kanada; † am oder nach dem 5. November 1986 Provinz Québec, Kanada) war ein kanadischer Filmregisseur, Drehbuchautor und Schauspieler.

## Leben
Jutra studierte zwischen 1946 und 1952 an der Universität seiner Heimatstadt Montréal Medizin. In dieser Zeit, ab 1947, drehte er bereits amateurhafte Filme. An seiner Seite stand bereits damals Michel Brault, der bei vielen Jutra-Filmen als Kameramann arbeiten sollte. Für seinen surrealistischen Kurzfilm Mouvement perpétuel wurde Jutra mit einem Preis ausgezeichnet. Anschließend ging er nach Paris und setzte seine Schauspielausbildung, der er Théâtre du Nouveau Monde in Montréal begonnen hatte, bei René Simon fort. Außerdem Nebenbei belegte Jutra einen Regie-Kurs am Canadian Arts Council. 
In Kanada begann Jutra 1954 sowohl für das Fernsehen als auch für den National Film Board of Canada zu arbeiten. 1957 kam es bei dem Film A Chairy Tale zur Zusammenarbeit mit dem bedeutenden Experimentalfilmer Norman McLaren. 1960 drehte Claude Jutra in Afrika Le Niger, eine Dokumentation über den gleichnamigen Strom. Es wurde seine erste große Inszenierung, der auch international Beachtung fand. Mit seinem autobiographischen, persönlichen Werk Alles in allem realisierte Claude Jutra 1963 seinen ersten abendfüllenden Spielfilm, der noch stark seine Herkunft aus dem Dokumentarfilmbereich belegte.
Trotz des Lobs, das er für Alles in allem erhielt, blieb Jutra, dessen Inszenierungsstil sich allen kommerziellen Ansprüchen hartnäckig widersetzte, über viele Jahre ohne lohnenswerte Angebote. Sein nächstes Hauptwerk, Mein Onkel Antoine, zeichnet sich durch starke Stimmungen und stilistisch kompromisslose Subjektivität aus. Nach dem Film Kamouraska mit Franko-Kanadas bekannteste Schauspielerin Geneviève Bujold in der Hauptrolle, der 1973 in die Kinos gelangte, geriet der engagierte Filmemacher weitgehend in Vergessenheit. „Jutras beste Filme waren stets unaufgeregte Momentaufnahmen aus dem Alltagsleben von ganz normalen Menschen, die Auskunft über Stimmungen und Gefühle, Befindlichkeiten, Sehnsüchte und Träume gaben.“
Am 5. November 1986 verschwand der an der Alzheimer-Krankheit erkrankte Jutra aus seinem Lebensumfeld. Vermutlich verübte der überzeugt frankophone Filmemacher, der für die Abspaltung des französischsprachigen Landesteils vom restlichen Kanada plädierte, kurz darauf Selbstmord. Seine stark verweste Leiche wurde erst fünf Monate darauf, im Sankt-Lorenz-Strom treibend, aufgefunden. Knapp 30 Jahre nach seinem Tode erschien eine kritische Biografie über Jutra, in der der tote Regisseur als pädophil bezeichnet wurde.
Jutra hatte eine Fülle von Preisen und Ehrungen erhalten, die Annahme des englischsprachigen Order of Canada lehnte er 1972 hingegen ab.

## Filmpreise
Den Canadian Film Award erhielt Jutra
- 1950 für „Movement perpétuel“
- 1958 mit Norman McLaren für „A Chairy Tale“
- 1964 mit Robert Hershorn für „À tout prendre“
- 1971 für „Mein Onkel Antoine“
- 1977 für „Dreamspeaker“

sowie den Löwen von San Marco der Internationalen Filmfestspiele von Venedig
- 1966 für „Comment savoir“

und den Goldenen Hugo des Chicago International Film Festivals
- 1971 für „Mein Onkel Antoine“

## Filmografie
- 1947: Le dément du lac Jean Jaune (Kurzfilm, Dokumentarfilm, Co-Regie)
- 1949: Mouvement perpétuel (Kurzfilm, Co-Regie)
- 1956: Pierrot des bois (Kurzfilm, Schauspieler)
- 1956: Les jeunesses musicales (mittellanger Film)
- 1957: A Chairy Tale (Co-Regie, Schauspieler)
- 1958: Les mains nettes (Regie)
- 1959: Anna la bonne (Kurzfilm, Regie)
- 1960: Le Niger - jeune république (Dokumentarfilmregie)
- 1961: La lutte (Kurzfilm, Co-Regie)
- 1962: Québec-USA (Co-Regie, Kurzdokumentarfilm)
- 1963: Alles in allem (A tous prendre) (Regie, Drehbuch, Schauspieler)
- 1966: Comment savoir (Regie)
- 1969: Wow! (Dokumentarfilm, Regie, Co-Drehbuch)
- 1970: Marie-Christine (Co-Regie, Kurzfilm)
- 1971: Mein Onkel Antoine (Mon oncle Antoine) (Regie, Schauspieler)
- 1973: Kamouraska – Eine mörderische Liebe (Kamouraska) (Regie)
- 1975: Pour le meilleur et pur le pire (Regie)
- 1977: Einsame Gegner (Two Solitudes) (Schauspieler)
- 1978: Surfacing (Regie)
- 1981: By Design (Regie)
- 1985: La dame en couleurs (Regie)